# Michał Olszewski (szachista)
Michał Olszewski (ur. 23 września 1989 w Warszawie) – polski szachista, arcymistrz od 2009 roku.

## Kariera szachowa
Dwukrotnie zdobył tytuł wicemistrza Polski juniorów: w roku 2003 w Brodach (w kategorii do lat 14) oraz w 2005 w Łebie (do lat 16). Oprócz tego, w roku 2006 (ponownie w Łebie) zdobył brązowy medal w grupie do lat 18. Jest również wielokrotnym medalistą drużynowych mistrzostw Polski juniorów: w barwach „Damisu” Warszawa – dwukrotnie złotym (Łączna 2002, Koszalin 2003) i dwukrotnie srebrnym (Wisła 2001, Koszalin 2004) oraz w barwach „Polonia Trade Trans” Warszawa – srebrnym (Szklarska Poręba 2006).
Wielokrotnie reprezentował Polskę na mistrzostwach świata i Europy juniorów. W 2004 r. zdobył w Turcji brązowy medal ME w kategorii do 16 lat. Na przełomie 2004/2005 roku zwyciężył w międzynarodowym turnieju juniorów w Hallsbergu. W 2006 triumfował w otwartym turnieju w Hengelo, podzielił I miejsce (wraz z Moniką Soćko) w otwartym turnieju memoriału Akiby Rubinsteina w Polanicy-Zdroju oraz zajął IV miejsce w rozegranych w Warszawie mistrzostwach Europy w szachach szybkich. W 2008 r. po raz drugi w karierze podzielił I m. w otwartym turnieju memoriału Akiby Rubinsteina w Polanicy-Zdroju (wspólnie z Aloyzasem Kveinysem), zwyciężył również w Legnicy, zdobywając pierwszą normę na tytuł arcymistrza. Kolejne dwie zdobył w 2009 r., podczas finału mistrzostw Polski w Chotowej oraz w Cappelle-la-Grande. Również w 2009 r. zdobył w Puerto Madryn zdobył brązowy medal mistrzostw świata juniorów do 20 lat. W 2014 r. zdobył w Katowicach złoty medal (w klasyfikacji drużynowej) akademickich mistrzostw świata.
Jest czterokrotnym medalistą drużynowych mistrzostw Polski, w barwach klubu „Polonia Warszawa”: dwukrotnie złotym (2009, 2011), srebrnym (2007) oraz brązowym (2008).
Najwyższy ranking w dotychczasowej karierze osiągnął 1 kwietnia 2015 r., z wynikiem 2571 punktów zajmował wówczas 15. miejsce wśród polskich szachistów.